# JZS Tur
Tur – prototyp samochodu ciężarowego stworzony przez JZS i LIAZ-a w roku 1963.

## Historia
W Polsce podstawowymi ciężarówkami dużej ładowności były Żubry – jednak były to konstrukcje bardzo awaryjne. Postanowiono podjąć współpracę z Liazem w sprawie budowy ciężarówek. Współpracę rozpoczęto na początku lat 60. i w 1963 pojawiły się efekty w postacie prototypów ciężarówki nazwanej Tur.

## Typy
W Jelczu miał być produkowany pojazd typu wywrotka a w Libercu-skrzyniowy. Silniki były mieszanką konstrukcji czechosłowackich i polskich. Nie wiadomo z jakich przyczyn Czechosłowacy zrezygnowali ze współpracy i ciężarówka gotowa do produkcji stała się jedynie prototypem a do produkcji wdrożono zmodernizowaną wersję Żubra pod nazwą Jelcz 316.